# Phyllophaga chimoxtila
Phyllophaga chimoxtila är en skalbaggsart som beskrevs av Moron 2003. Phyllophaga chimoxtila ingår i släktet Phyllophaga och familjen Melolonthidae. Inga underarter finns listade i Catalogue of Life.